# Graft-versus-Host-Reaktion
Unter der Graft-versus-Host-Reaktion (GvHR; deutsch: Transplantat-gegen-Wirt-Reaktion; englisch: graft-versus-host disease (GvHD)) versteht man eine immunologische Reaktion, die in der Folge einer allogenen Knochenmark- oder Stammzelltransplantation auftreten kann. Bei der GvHR reagieren vor allem die im Transplantat enthaltenen T-Lymphozyten eines Spenders gegen den Empfängerorganismus. Am häufigsten äußern sich Symptome der GvHR an der Haut, der Leber, am Darm und am Auge. Die GvHR wird dabei nach Ausprägung und Anzahl der befallenen Organe in vier Schweregrade eingeteilt.

## Pathogenese
Viele Mechanismen und Erklärungen zu der Entstehung der GvHR wurden durch präklinische Tierversuchsmodelle gewonnen. Um eine Stammzelltransplantation durchführen zu können, müssen hämatopoetische Stammzellen aus dem Knochenmark und T-Zellen konditioniert werden. Bei der Konditionierung mit Chemotherapie oder Ganzkörperbestrahlung werden die epithelialen Barrieren der Organe des Empfängers geschädigt, vor allem jene des Gastrointestinaltrakts. Mikroorganismen sowie zugehörige PAMPs können in tiefere Gewebeschichten eindringen. Dort entdecken die Mustererkennungsrezeptoren (Pattern Recognition Receptors) verschiedener Immunzellen sie und aktivieren das Immunsystem über Zytokine.
Bei der Entstehung der Immunreaktion, die eine GVHD auslöst, ist Interferon-γ ein wichtiger Mediator. Die Signalübertragung erfolgt dabei vorwiegend über den JAK-STAT-Signalweg, besonders bei der Aktivierung der dendritischen Zellen und der neutrophilen Granulozyten. Die mit der akuten GVHD assoziierten Gewebeschädigungen werden auch durch weitere pro-inflammatorische Zytokine gesteuert, deren Effekte ebenfalls über Januskinase (JAK)-assoziierte Zytokin-Rezeptoren übermittelt werden.

## Graft-versus-Malignom-Effekt
Während es sich bei der GvHR um eine unerwünschte Reaktion der Spenderlymphozyten auf den Wirtsorganismus handelt, ist die gegen maligne Zellen gerichtete Reaktion, auch „Graft-versus-Leukemia“ (GvL) oder allgemeiner „Graft-versus-Malignancy“ (GvM) genannt, durchaus erwünscht. Verantwortlich für diese Reaktion sind vor allem die CD56+/CD3-NK-Zellen des Spenders – diese sind in der Lage, Krebszellen auch ohne spezifische Antigenerkennung zu lysieren. Die Funktion der NK-Zellen wird hierbei durch ein Zusammenspiel verschiedener stimulierender und inhibierender Zell-Zell-Interaktionen reguliert.
In letzter Zeit ist vor allem die Gruppe der Immunglobulin-ähnlichen Rezeptoren (KIRs) in das wissenschaftliche Interesse gerückt. Diese Oberflächenrezeptoren werden von NK-Zellen exprimiert und erkennen Epitope, wie sie für den MHC-I-Komplex typisch sind.
Als Liganden für inhibitorische KIR-Rezeptoren dienen vor allem die HLA-C-Moleküle, welche auf vielen Zellen des Körpers zu finden sind.
Die KIR-HLA-Interaktion ist dabei einem hohen genetischen Polymorphismus unterworfen. Die HLA-C-Kompatibilität ist unter diesem Aspekt für hämatopoetische Stammzelltransplantationen von Bedeutung – sind Zellen des Empfängers nicht in der Lage, die passenden KIR-Liganden zu exprimieren, so werden diese Zellen das Ziel der zum unweigerlichen Zelluntergang führenden NK-Zell-Aktion.
In der Theorie sollte diese Inkompatibilität daher, neben den erwünschten Effekten der GvL-Reaktion, auch zu einem generalisierten Auftreten einer GvHR beitragen; paradoxerweise ist dies nicht der Fall. Wie italienische Mediziner zeigen konnten, stand die Inkompatibilität der KIR-Liganden bei einer familiär-allogenen Stammzelltransplantation zwar tatsächlich im Zusammenhang mit dem Auftreten von alloreaktiven NK-Zellen, welche nicht durch den MHC-I-Komplex der Empfängerzellen blockiert werden konnten – eine derartige Konstellation führte aber zu einer reduzierten Rezidivrate bei AML-Hochrisikopatienten, ohne das Risiko einer GvHD oder eines Graftfehlers maßgeblich zu erhöhen.
Zu ähnlichen Ergebnissen gelangten polnische Forscher bei der Untersuchung von 130 Patienten, die eine allogene Stammzelltransplantation von nicht verwandten Spendern erhalten hatten. Englische Forscher konnten in diesem Zusammenhang bei einer retrospektiven Betrachtung von 220 Stammzelltransplantationen zwischen HLA-kompatiblen Zwillingen bei myeloischen und lymphatischen Erkrankungen die HLA-C-Merkmale des Empfängers als wichtigen prognostischen Faktor ausmachen.

## Unterschied zwischen akuter und chronischer GVHD
| Akute GVHD | Chronische GVHD |
| --- | --- |
| - HLA-mismatch-Transplantation - periphere Blutstammzelltransplantation (gegenüber Knochenmarktransplantation) - höheres Alter von Spender und Empfänger - Fremdspender-Transplantation - weiblicher Spender, männlicher Empfänger - bestimmte Konditionierungs-Regime | - HLA-mismatch-Transplantation - periphere Blutstammzelltransplantation (gegenüber Knochenmarktransplantation) - höheres Alter von Spender und Empfänger - vorherige akute GVHD - vorangegangene Infektionen |

Zu unterscheiden sind die akute und die chronische GVHD. Die chronische GVHD (cGVHD) ist eine protrahiert auftretende Reaktion des Spenderimmunsystems gegen Gewebe des Empfängers, die in der Regel 2 bis 18 Monate nach einer allogenen Stammzelltransplantation (im Folgenden: allo-Tx) einsetzt. Etwa 50 % der allogen stammzell-transplantierten Patienten erleiden eine chronische GVHD. Die akute GVHD (aGVHD) tritt meist innerhalb der ersten 100 Tage nach allo-Tx auf. Es gibt jedoch auch die nach Tag 100 auftretende sogenannte late onset aGVHD und die rezidivierende oder persistierende aGVHD.

## Epidemiologie
Das Risiko, eine GvHR zu entwickeln, hängt eng mit der Kompatibilität zusammen, die durch das humane Leukozyten-Antigen (HLA) bestimmt wird. Bei allogener Transplantation von HLA-identischen Geschwisterspendern entwickeln jedoch trotz optimaler Vorsorge ca. 30 bis 40 % der Patienten eine akute GvHR leichter bis mittlerer Ausprägung; ca. 10 % erleiden eine schwer kontrollierbare GvHR. Verschiedene Techniken der Aufbereitung von Transplantaten haben zwar das Risiko von GvHR und therapieassoziiertem Frühversterben (early treatment related mortality, TRM) verkleinert, sie führten jedoch nicht zu einer messbaren Erhöhung der Überlebensrate.
Eine chronische GVHD tritt bei etwa der Hälfte der Patienten auf.
Die Graft-versus-Host-Erkrankung – vor allem die chronische Verlaufsform – ist für etwa 25 % der Todesfälle nach Transplantation (mit-)verantwortlich.
Die bekannten Risikofaktoren für das Auftreten einer chronischen oder akuten GVHD sind in der nebenstehenden Tabelle aufgelistet. Einige Risikofaktoren sind für beide GVHD-Formen identisch, andere unterscheiden sich.

## Symptome
Die Symptome bestehen in Entzündungsreaktionen an sämtlichen Organen, oft mit hohem Fieber einhergehend. Vor allem die Haut reagiert mit Ausschlägen, Abschälen und Schuppen der oberen Hautschichten bis hin zu tiefen Läsionen. Die Schleimhäute des Verdauungsweges entzünden sich, was im Mund zur Mukositis, im Magen zur Gastritis mit Neigung zu Übelkeit und Erbrechen führt; die entzündete Darmschleimhaut verursacht Durchfälle. Durch die Funktionsstörungen der Leber kommt es zum Ikterus. Am Auge kann es zu einer Chemosis, hämorrhagischer oder pseudomembranöser Bindehautentzündung kommen. Letztere sind Zeichen einer generalisierten Ausbreitung der Immunreaktion und damit ein Indiz für eine eher schlechte Prognose.

## Behandlung
Standardtherapie der Behandlung ist die systemische hochdosierte Cortison-Therapie mit einem Ansprechen von 60 % bei zweitgradigem GVHD und 30–40 % bei viertgradiger Ausprägung. Darüber hinaus werden andere Immunsuppressiva wie Ciclosporin, Antimetabolite und monoklonale Antilymphozyten-Antikörper eingesetzt. Als Zweitlinientherapie wird die Photopherese eingesetzt. Obwohl die GvHR bei allogenen Stammzell- oder Knochenmarktransplantationen ein beträchtliches Gesundheitsrisiko darstellt, kann eine moderate Form der GvHR dem Empfänger auch nutzen, da T-Zellen des Transplantats auch etwaige verbliebene Tumorzellen des Wirtes zerstören (Graft-versus-Malignancy-Effekt).
Auch Ruxolitinib, ein oraler selektiver Inhibitor der Januskinasen JAK-1 und JAK-2, die über den JAK-STAT-Signalweg an der Entstehung der akuten GVHD beteiligt sind, zeigt in klinischen Studien eine gute Wirkung, und wurde für diese Indikation zugelassen. Es ist nach dreißig Jahren und zahlreichen negativen Studienergebnissen das erste Medikament, das eine deutliche positive Wirkung bei der Behandlung von GVHD zeigte. In einer multizentrischen offenen randomisierten kontrollierten Studie (Phase-III-Studie) unter Federführung der Uniklinik Freiburg konnte unter Ruxolitinib nach 28 Tagen in 62 % (gegen 39 % in der Kontrollgruppe) eine positive Wirkung erreicht werden (Odds ratio 2,64, Konfidenzintervall 1,65 – 4,22) mit einer medianen Überlebenszeit von 11,1 Monaten (gegen 6,5 Monate). Nach 24. Wochen war in 49,7 % ein "overall response" eingetreten im Vergleich zu 25,6 % in der unbehandelten Gruppe. Eine Cytomegalie-Reaktivierung wurde in 26 % (gegen 21 %) beobachtet, darüber hinaus zeigte sich eine Thrombozytopenie in 33 % gegen 18 % und eine Anämie in 30 % bzw. 28 %.
Im August 2024 hat die US-amerikanische Arzneimittelbehörde FDA Axatilimab-csfr (Handelsname Niktimvo; Hersteller: Incyte), einen Anti-CSF-1R-Antikörper, für die Behandlung der GVHD nach Versagen von mindestens zwei vorherigen systemischen Therapien bei erwachsenen und pädiatrischen Patienten mit einem Gewicht von mindestens 40 kg zugelassen.

## Leitlinien
Der aktuelle Stand der Diagnostik und Therapie der akuten und der chronischen GVHD ist in zwei Onkopedia-Leitlinien zusammengefasst.